# Maxillaria leucaimata
Maxillaria leucaimata är en orkidéart som beskrevs av João Barbosa Rodrigues. Maxillaria leucaimata ingår i släktet Maxillaria och familjen orkidéer. Inga underarter finns listade i Catalogue of Life.